# チリー・ウィリー
チリー・ウィリー（英: Chilly Willy）は、アメリカ合衆国のファニー・アニマルのカートゥーンキャラクターで、アラスカ（ただし、New Woody Woodpecker Showでは南極）に住む擬人化された小さいペンギンである。彼は1953年にウォルター・ランツ・スタジオ（ユニバーサル・インターナショナルにアニメ映画を提供していた）のポール・J・スミスによって創られ、テックス・アヴェリーの二つの作品（ポール・J・スミスによる初登場作品の次の作品）でさらに発展した。このキャラクターはすぐにユニバーサル・インターナショナルでウッディー・ウッドペッカーに次ぐ人気キャラクターとなった。

## インスピレーション
チリー・ウィリーは、スコット・マックギルバレーのCastle Films: A Hobbyist's Guideという本によれば、スチュアート・パーマーというアメリカのミステリー作家に触発されて創られた。パーマーはウォルター・ランツ・スタジオで自らの小説、Cold Poisonのペンギンの背景を使い、そしてランツがこのペンギンのアイデアを映画化した 。また、1945年のディズニー映画三人の騎士に登場するペンギンのパブロにもインスピレーションを受けた 。

## 属性と主題
チリー・ウィリーは1953年から72年にかけて、50個の短編作品に出演した。寒がりで、いつも暖かく過ごすことを試み、いつも犬のスメドレーに反対されていた。スメドレーは欠伸の時に見せる、大きな口と鋭い歯を特徴とした。しかし彼は悪意を持ってチリーを倒そうとはしなかった。Vicious Viking（1967年）やFractured Friendship（1965年）では、二匹はとても仲が良かった。しかし、チリーはスメドレーを名前で呼んだことはない。チリ―はスメドレーと対立しており、友達として終わったのは先の2作品のみであった。チリ―はスメドレーが雇用主のような存在で働いていた時は、敵よりも迷惑な存在だった。多くの場合、作品の構想という概念は弱く、筋の通ったストーリーというよりは、ゆるい関係のあるギャグのコレクションがランダムに登場しているものであった。
後年の作品には、ホッキョクグマのマキシー、アホウドリのグーニーがチリ―の友達として登場したが、マキシーの方が頻度が高かった。これら三匹が全員登場するのはGooney's Goofy Landings（1970年）、Airlift a la Carte（1971年）の二作品のみだった。
いくつかの作品では、ハンターのコロネル・ポット・ショットも登場した。ポット・ショットは穏やかで整った声で注文をし、自分の目標が失敗に終わった時に突然激怒した。また、二作品にウッディー・ウッドペッカーのキャラクター、ウォリー・セイラスが登場した。チリ―が釣り場にやってくると、彼はチリ―の裏をかいた。
チリ―のデビュー作、Chilly Willyは1953年にポール・J・スミス監督で発表された。最初のバージョンはひれ足や黒い羽毛を除いてはウッディー・ウッドペッカーに似ていたが、後に現在みられるデザインに書き直された。
テックス・アヴェリーは二つのチリ―の作品を監督した。I'm Cold (1954年)、アカデミー短編アニメ賞ノミネートのThe Legend of Rockabye Point (北海の子守唄、1955年)である。アヴェリーがスタジオを去った後は、アレックス・ローヴィーが監督を務めた。
チリ―はChilly Willyを除いて、1950年代、1960年代初期の作品では無声であった。Half-Baked Alaska（1965年）からはドーズ・バドラーが宇宙家族ジェットソンのエルロイ・ジェットソンに似た声でチリ―を演じた。チリ―の漫画本でも同じように喋っている。漫画本では、チリ―はピングとポングという甥がいる設定になっている。
チリ―は Woody Woodpecker Show、New Woody Woodpecker Showにも登場した。ここで放送された作品が日本語に翻訳されることによって、日本にもチリ―の作品が伝わった。
チリ―は2018年にYouTubeで公開されたWoody Woodpeckerという作品に登場した。

## 声の出演

### 原語版
- チリ―・ウィリー
  - サラ・ベルナー（1953年）
  - ドーズ・バドラー（1954 - 72年）
  - グレース・スタッフォード（1963 - 68年）
  - ボニー・ベイカー（オープニング曲、1956 - 61年）
  - フランク・ウェルカー（1999 - 03年）
  - ブラッド・ノーマン（2018年）
  - ディー・ブラッドリー・ベイカー（2020 - 23年）
- その他のキャラクター
  - ドーズ・バドラー

### 日本語版
- 貴家堂子 - ウッドペッカー（1961年）、ウッディー・ウッドペッカー（2001年）
- 大谷育江 - いたずらペンギン チリー・ウィリー（VHSビデオ）
- 池田海咲 - ウッディー・ウッドペッカー（2018年）

## 作品一覧

### ユニバーサル・インターナショナル製作

#### 1953年
- Chilly Willy (ポール・J・スミス)

#### 1954年
- I'm Cold (テックス・アヴェリー) (スメドレーの初登場)

#### 1955年
- The Legend of Rockabye Point (アヴェリー)
- Hot and Cold Penguin (アレックス・ローヴィー)

#### 1956年
- Room and Wrath (ローヴィー)
- Hold That Rock (ローヴィー)

#### 1957年
(全作品アレックス・ローヴィーが監督。)
- Operation Cold Feet
- The Big Snooze
- Swiss Miss-Fit

#### 1958年
(全作品アレックス・ローヴィーが監督。)
- Polar Pests
- A Chilly Reception
- Little Tellevillain

#### 1959年
(全作品アレックス・ローヴィーが監督。)
- Robinson Gruesome
- Yukon Have It

#### 1960年
- Fish Hooked (スミス)

#### 1961年
- Clash and Carry (ジャック・ハンナ、ウォリー・セイラスの初登場)
- St. Moritz Blitz (スミス)
- Tricky Trout (ハンナ)

#### 1962年
- Fish and Chips (ハンナ)
- Mackerel Moocher (ハンナ)

### ユニバーサル・ピクチャーズ製作

#### 1963年
- Salmon Loafer (シド・マーカス)
- Pesky Pelican (マーカス)

#### 1964年
(全作品シド・マーカスが監督。)
- Deep-Freeze Squeeze
- Lighthouse-Keeping Blues
- Ski-Napper

#### 1965年
(全作品シド・マーカスが監督。)
- Fractured Friendship
- Half-Baked Alaska
- Pesty Guest

#### 1966年
- Snow Place Like Home (スミス)
- South Pole Pals (スミス)
- Polar Fright (スミス、マキシーの初登場)
- Teeny Weeny Meany (マーカス)

#### 1967年
- Operation Shanghai (マーカス)
- Vicious Viking (スミス)
- Hot Time on Ice （スミス)
- Chilly And The Woodchopper (スミス)
- Chilly Chums (スミス)

#### 1968年
(全作品ポール・J・スミスが監督)
- Under Sea Dogs
- Highway Hecklers (コロネル・ポット・ショットの初登場)
- Chiller Dillers

#### 1969年
(全作品ポール・J・スミスが監督)
- Project Reject
- Chilly and the Looney Gooney (ルーニー・グーニーの初登場)
- Sleepy Time Bear

#### 1970年
(全作品ポール・J・スミスが監督)
- Gooney's Goofy Landings
- Chilly's Ice Folly
- Chilly's Cold War

#### 1971年
(全作品ポール・J・スミスが監督)
- A Gooney is Born
- Airlift A La Carte
- Chilly's Hide-A-Way (スメドレーとコロネル・ポット・ショットの最終登場作品)

#### 1972年
- The Rude Intruder (スミス、チリ―とマキシーの最終登場作品)